# Sovinc
Sovinc je priimek več znanih Slovencev:
- Adi Sovinc, ekonomist, pedagog
- Alenka Sovinc Božič, arhitektka?
- Alenka Sovinc Brglez (1953-2021), likovna ustvarjalka, slikarka
- Andrej Sovinc (*1964), biolog, ornitolog, ekolog, direktor Naravnega parka Sečoveljske soline...
- Edita Sovinc (r. Dimnik) (1926-1978), gradbenica
- Ivan Sovinc (1924-2001), gradbenik, univ. prof., strokovnjak za mehaniko tal in hribin
- Jožica Sovinc, amaterska slikarka
- Oskar Sovinc, slikar
- Peter Sovinc, arhitekt
- Stane Sovinc, zadružni delavec, gospodarstvenik